# Đau đầu khi ăn kem

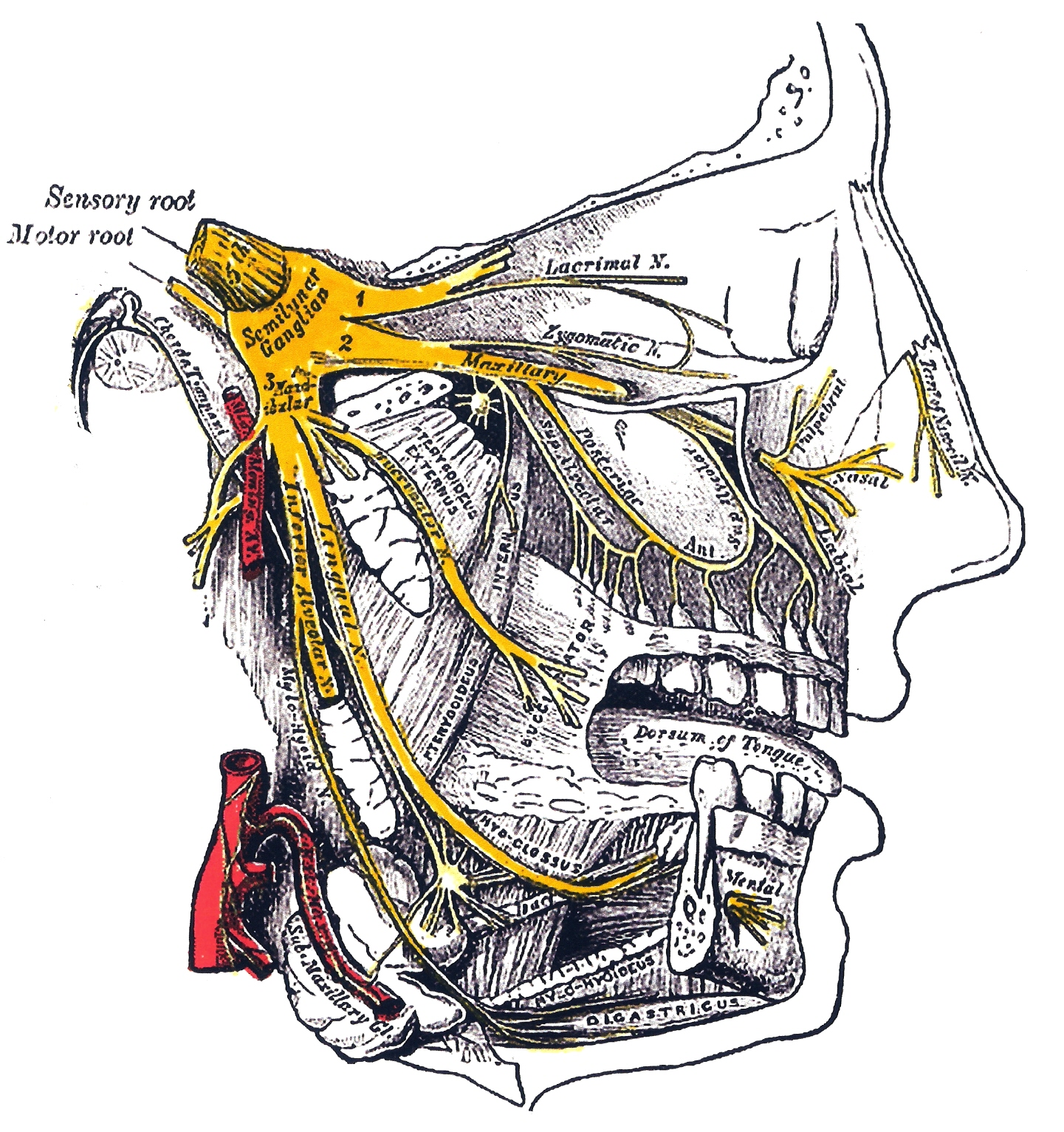

Một cơn "đông não", còn được gọi là nhức đầu khi ăn kem, có tên khoa học sphenopalatine ganglioneuralgia (có nghĩa là "đau dây thần kinh của hạch sphenopalatine"), là một hình thức đau hay nhức đầu ngắn thường liên kết với việc tiêu thụ (đặc biệt là tiêu thụ nhanh) đồ uống hay thức ăn  lạnh chẳng hạn như kem lạnh. Nó được gây ra khi vật lạnh chạm vào vòm miệng, và được cho là kết quả từ một phản ứng thần kinh gây ra co thắt và sưng mạch máu nhanh chóng hoặc một cơn "đau xuất chiếu" từ vòm miệng vào đầu. Tốc độ ăn đồ lạnh thực phẩm được nghiên cứu như là một nhân tố tác động. Cơn nhức đầu khi ăn kem khác với mẫn cảm ngà răng, một loại đau xảy ra trong tình huống tương tự.
Khái niệm nhức đầu khi ăn kem đã được sử dụng từ ít nhất là 31 tháng năm 1937, trong một mục của Rebecca Timbres xuất bản trong cuốn sách năm 1939 Chúng tôi không yêu Cầu Utopia: Một gia đình Quaker ở Liên Xô.

## Nguyên nhân và tần suất
Một cơn nhức đầu khi ăn kem là kết quả trực tiếp của sự làm mát và làm ấm lại nhanh chóng của các mạch máu trong xoang mũi. Một phản ứng tương tự nhưng không đau khiến khuôn mặt "đỏ ửng" sau khi ở ngoài trời vào một ngày lạnh. Trong cả hai trường hợp, nhiệt độ lạnh khiến các mạch máu trong xoang co lại và sau đó trải qua quá trình phục hồi cực nhanh khi chúng ấm lên trở lại.

## Cách chữa
Để giảm đau, một số bác sĩ đề nghị cách ấn lưỡi lên vòm miệng để làm ấm khu vực hoặc ngửa đầu trong khoảng 20 giây. Một cách khác để làm giảm nhức đầu khi ăn kem là để uống một chất lỏng có nhiệt độ cao hơn so với chất gây ra cơn nhức đầu. Một số người cho biết có thể giảm nhẹ vấn đề bằng cách hít vào bằng miệng và thở ra qua mũi, nhờ đó không khí ấm áp đi qua đường mũi.

## Nghiên cứu
Hiện tượng này đủ phổ biến để trở thành đối tượng nghiên cứu đăng trong Tạp chí Y tế Anh và Khoa học người Mỹ. Một nghiên cứu của Maya Kaczorowski chứng minh tỷ lệ của sphenopalatine ganglioneuralgia cao hơn khi ăn kem trong ít hơn 30 giây so với những người tiêu thụ từ từ, không có giới hạn thời gian (27.3% và 12,5%). Tuy nhiên, Kaczorowski cuối cùng đã không thể rút ra một liên kết rõ ràng giữa những tốc độ tiêu thụ và tỷ lệ sphenopalatine ganglioneuralgia.

## Đường dẫnngoài
- "Nghiên cứu đau đầu khi ăn kem (ICE-H): chế độ điều trị thử nghiệm tăng tốc độ ăn kem một cách ngẫu nhiên" Maya Kaczorowski & Janusz Kaczorowski, BMJ 2002; 325 doi:10.1136/bmj.325.7378.1445 (Published ngày 21 tháng 12 năm 2002)